# عمر فاروق عبد المطلب
 عمر فاروق عبد المطلب (بالإنجليزية: Umar Farouk Abdulmutallab) (مواليد 22 ديسمبر 1986 في مدينة لاغوس، نيجيريا) هو نيجيري مسلم حاول تفجير طائره نورث آير لاين 253 المتجهة من أمستردام (هولندا) إلي ديترويت، ميشيغان (الولايات المتحدة الأمريكية) في يوم عيد الميلاد 25 ديسمبر 2009، وقد وجهت إليه تهمتين وهما وضع متفجرات علي طائره مدنية ومحاولة تفجير طائرة، وذلك من قبل محكمة شرق ميتشجن في 26 ديسمبر 2009، وقد أضيفت تهم أخرى من قبل هيئة المحلفين وهي محاولة قتل 289 شخص هم مجموع من كان على متن الطائرة، ومحاولة استخدام سلاح دمار شامل. وأولى جلسات محاكمته في 8 يناير 2010.
الشرطة الأمريكية تبقيه في سجن فيدرالي في ولايه ميتشجن وإذا اعترف بالتهم الموجهة إليه فسوف يواجه عقوبة السجن المؤبد بما لا تقل عن 90 عاما.

## خلفيته
عمر ترتيبه التاسع بين إخوته أبناء عبد المطلب الفاروق وأمه هي الزوجة الثانية لأبيه الذي يعمل رئيس لبنك نيجيريا والمفوض الفيدرالي النيجيري للتنمية الاقتصادية، وترجع جذور عائلته إلي مدينة فونتوا بولاية كاتسينا. نشأ في كادونا في شمال نيجيريا، وكولد صغير درس في المدرسة الدولية في كادونا إلي جانب تلقيه لبعض الدروس في معهد رابيتو عبد المطلب للدراسات الإسلامية والعربية والذي سمي علي اسم جده لأمه.

### توغو: المرحلة الثانوية
أكمل مرحلته الثانوية في المدرسة البريطانية الدولية في لومي عاصمة توغو، وهي مدرسه خاصه ذات شعبيه بالنسبة للأثرياء النيجيرين، وعنه أنه «مسلم متدين» و«يعظ زملائه عن الإسلام»، وكان اسم الشهرة له هو الف وذلك «لتقواه»، وقد وصفه أستاذه في المدرسة بأنه مهذب ومجتهد.

### اليمن2004:2005
في العام الدراسي 2004:2005 قام بالدراسة في معهد صنعاء للغه العربية في صنعاء، اليمن كما حضر دروس في جامعة الإيمان الشرعية باليمن التي أسسها عبد المجيد الزنداني.

### لندن: من سبتمبر 2005 إلي يونيه 2008
بدأ عمر دراسته في كلية لندن الجامعية في تخصصي الهندسة واقتصاد الأعمال وقد حصل في يونيو 2008 علي شهاده في هندسة ميكانيكية.

### دبي: يناير إلي يوليو 2009
قام عمر بالدراسة في جامعة ولونغونغ في دبي للحصول علي دبلومه في التجارة الدولية وقد حاول عمر الحصول علي تأشيره دخول المملكة المتحدة بغرض الأنضمام لمده سته أشهر في برنامج إداره للحياه ولكن السلطات البريطانية عرفت أنها مدرسه وهميه لذلك تم رفض تلك التأشيرة عن طريق الوكالة البريطانية لشؤن الهجرة ووضع اسمه في قائمه المراقبة الأمنية وطبقا لأذاعه بي بي سي أن ذلك يعني أنه لا يستطيع دخول المملكة المتحدة ولكن يسطتيع أن يمر ترانزيت فقط.

### اليمن: أغسطس إلي ديسمبر 2009
قد وافق والد عمر علي طلبه بالعودة مره أخرى إلي معهد صنعاء للغه العربية وكان هو الأفريقي الوحيد وسط 70 طالب في المعهد، وقد اثار قلق عائلته عندما أعطاهم مكالمه في شهر أغسطس وفي شهر سبتمبر قد تفيد بأنه لن يستمر في الدراسة ولكنه باقي في اليمن إلي حين.
وعند أنتهاء فترة دراسته بمعهد صنعاء تم أرسال سيارة بواسطة معهد صنعاء لتقله إلي مطار صنعاء الدولي ولكنه لم يأت ولم يراه أحد بعد ذلك.